# Еделењ
Еделењ (мађ. Edelény) град је у Мађарској. Еделењ је један од важнијих градова у оквиру жупаније Боршод-Абауј-Земплен.
Еделењ је имао 10.372 становника према подацима из 2009. године.

## Географија
Град Еделењ се налази у североисточном делу Мађарске. Од престонице Будимпеште град је удаљен око 205 km североисточно. Град се налази у ободном делу Панонске низије. Северно од града издиже се горје Агтелек, а јужно протиче река Шајо. Надморска висина града је око 130 m.

## Галерија
- Дворац Кобург у граду
- Протестантска црква
- Гркокатоличка црква
- Унутрашњост дворца